# 范德格拉夫起电机
范德格拉夫起电机（英語：Van de Graaff generator，简称「范氏起电机」）是一种用來產生静电的装置，该装置於1929年由荷兰裔美国物理学家羅伯特·傑米森·范德格拉夫 （Robert Jemison Van de Graaff）发明。
范德格拉夫起电机通过传送带将产生的静电荷传送到中空的金属球表面。范德格拉夫起电机非常易于获得非常高的电压，现代的范德格拉夫起电机电势可达500万伏特。

## 说明

典型范德格拉夫起电机原理示意图：
1) 中空金屬球殼
2) 上部電極
3) 上部滾軸（金屬製）
4) 帶有正電荷的帶子
5）帶有負電荷的帶子
6) 下部滾軸（可以採用丙烯酸玻璃製）
7) 下部電極（接地）
8) 帶負電的球型裝置，用於將主球殼放電
9) 因電位差產生的電花。

一个简单的范德格拉夫起电机由丝绸腰带组成，或类似的有弹性的介质材料，包围在两个金属滚轮上，其中之一是中空的，2个电极（2）及（7），尖锐的金属以梳状行的形式，分别被放置在靠近底部的下滑轮和球体内滑轮。电刷（2）连接到球上，同时电刷（7）接地。
当皮带运行过在前面的低电刷，在周围的电场下，它将携带负电荷。当皮带触摸上滚轮（3），移出一些电子，使得滚轮带负电荷（如果末端是绝缘的），负电荷的电场添加使空气电离。然后从电子从皮带上离开转移到上电刷上，使皮带带正电的，因为它的电荷下降，而末端的带负电荷。球体外壳与上滚轮发生电磁感应，在它的外表面积累产生的正电荷，上滚轮的放电及皮带极性发生变化使其恢復电中性。由于皮带继续运行，通过皮带传递，球继续积累正电荷，直到充满。它越是远离地面，最终的电量就越多。